# Скалін (Старгардський повіт)
Скалін (пол. Skalin) — село в Польщі, у гміні Старґард Старгардського повіту Західнопоморського воєводства.
Населення — 495 осіб (2011).
У 1975-1998 роках село належало до Щецинського воєводства.

## Демографія
Демографічна структура станом на 31 березня 2011 року:
|          | Загалом | Допрацездатний вік | Працездатний вік | Постпрацездатний вік |
| -------- | ------- | ------------------ | ---------------- | -------------------- |
| Чоловіки | 240     | 54                 | 169              | 17                   |
| Жінки    | 255     | 63                 | 153              | 39                   |
| Разом    | 495     | 117                | 322              | 56                   |